# Luật sư công
Luật sư công là một luật sư được chỉ định để đại diện, bào chữa cho những bị cáo không có tiền thuê luật sư. Một số nước như Vương quốc Anh, Bỉ, Hungary và Singapore và một số tiểu bang của Úc cung cấp luật sư công cho mọi người. Brasil là nước duy nhất mà hiến pháp quy định một văn phòng luật sư công do chính phủ tài trợ với mục đích cụ thể là trợ giúp pháp lý, đại diện miễn phí cho bị cáo nghèo. Tu chính án 6 của Hiến pháp Hoa Kỳ quy định chính phủ phải cung cấp luật sư cho bị cáo nghèo trong các vụ án hình sự. Luật sư công tại Hoa Kỳ là luật sư được chính quyền quận, tiểu bang hoặc liên bang tuyển dụng hoặc ký hợp đồng.

## Theo quốc gia
Ở các nước dân luật chịu ảnh hưởng của Bộ luật dân sự Pháp, tòa án thường chỉ định luật sư công cho bị cáo nghèo.

### Úc
Victoria và New South Wales đều có văn phòng luật sư công. Văn phòng luật sư công thay mặt cho chính quyền tiểu bang thuê luật sư để trợ giúp pháp lý cho các bị cáo. Ở New South Wales, luật sư công chỉ được chỉ định trong các vụ án hình sự cả ở cấp xét xử sơ thẩm và cấp phúc thẩm, trong khi ở Victoria, luật sư công cũng được chỉ định trong một số vụ việc về luật gia đình và dân sự.
Năm 2019, Belinda Rigg được bổ nhiệm làm nữ luật sư công cấp cao của New South Wales, là nữ luật sư công đầu tiên của bang. Tại Victoria, trưởng phòng luật sư công là Tim Marsh.
Tại Queensland, Văn phòng Trợ giúp pháp lý được sáp nhập với Văn phòng Luật sư công vào năm 1991, tạo điều kiện cho bị cáo nghèo tiếp cận dịch vụ pháp lý về luật gia đình, dân sự và hình sự.

### Brasil
Hiến pháp Brasil quy định thành lập một văn phòng luật sư công (Defensoria Pública) ở cả cấp tiểu bang và liên bang. Bị cáo nghèo có quyền yêu cầu được chỉ định luật sư công sau khi chính thức xác nhận rằng họ không đủ khả năng chi trả cho trợ giúp pháp lý.
Giống như công tố viên và thẩm phán, luật sư công được tuyển dụng thông qua thi tuyển công chức. Văn phòng luật sư công trợ giúp pháp lý cho bị cáo nghèo và trung lưu thấp trong các vụ việc dân sự và hình sự nhưng các bang nghèo nhất của Brasil vẫn đang gặp khó khăn trong việc thành lập một văn phòng luật sư công.
Mô hình luật sư công ở Brazil bắt đầu từ năm 1897 chính quyền bang Rio de Janeiro ban hành sắc lệnh thành lập định chế hỗ trợ pháp lý (Assistancia Jurídica). Hiến pháp 1937 mở rộng mô hình hỗ trợ pháp lý ra cả nước nhưng không hiệu quả bằng Hiến pháp hiện hành 1988.

### Đức
Đức chỉ cung cấp luật sư, tư vấn pháp lý và hỗ trợ chi trả án phí trong vụ án dân sự cho bị đơn không đủ tiền để thuê luật sư khi bị đơn có cơ hội thắng kiện. Trong vụ án hình sự về tội danh có mức hình phạt ít nhất một năm tù, bị cáo có quyền được cung cấp luật sư. Tuy nhiên, Đức không tổ chức một hệ thống luật sư công mà bất kỳ luật sư nào cũng có thể được chỉ định làm luật sư công cho một bị cáo và bị cáo có thể chọn một luật sư cụ thể. Việc thanh toán chi phí luật sư được hoãn lại cho đến khi kết thúc phiên tòa và do tòa án quyết định. Bị cáo không phải trả phí luật sư nếu được tuyên trắng án. Nếu bị kết án thì bị cáo phải trả chi phí luật sư trừ khi tòa án xác định rằng bị cáo nghèo.

### Ấn Độ
Ở Ấn Độ, Cơ quan Dịch vụ pháp lý quốc gia cung cấp luật sư công miễn phí cho bị cáo nghèo ở tất cả các cấp tòa án.

### Singapore
Tại Singapore, chính phủ và Văn phòng dịch vụ công ích của Đoàn luật sư Singapore cung cấp trợ giúp pháp lý.
Chính phủ Singapore cung cấp trợ giúp pháp lý trong các vụ án hình sự về tội tử hình. Chính phủ cũng cung cấp luật sư và tư vấn pháp lý trong các vụ án dân sự như ly hôn, quyền nuôi con, nhận con nuôi, sa thải trái pháp luật, giấy ủy quyền thụ lý tài sản, chứng thực di chúc, tranh chấp thuê nhà, khiếu nại hợp đồng và bồi thường thiệt hại ngoài hợp đồng thông qua Cục trợ giúp pháp lý của Bộ Luật chính. Dịch vụ hỗ trợ của Cục trợ giúp pháp lý không miễn phí và hầu hết khách hàng phải trả một phần chi phí nhưng số tiền có thể được điều chỉnh tùy theo tài chính của khách hàng.
Văn phòng dịch vụ công ích của Đoàn luật sư Singapore điều hành Chương trình trợ giúp pháp lý hình sự, cung cấp trợ giúp pháp lý hình sự cho bị cáo nghèo không đủ khả năng thuê luật sư và bị truy tố tại tòa án Singapore về các tội danh không tử hình do Chương trình trợ giúp pháp lý hình sự phụ trách.

### Anh
Ở Anh và Wales, một số ít luật sư của Cục luật sư công do Cơ quan trợ giúp pháp lý tuyển dụng tư vấn tại các đồn cảnh sát và bào chữa tại tòa án sơ thẩm và tòa án hoàng thất. Cục luật sư công chúng được thành lập vào năm 2001 như một bộ phận của Cơ quan trợ giúp pháp lý thuộc Bộ Tư pháp và hiện có bốn văn phòng trên khắp Anh và Wales. Tuy nhiên, phần lớn công việc bào chữa hình sự do nhà nước tài trợ đều do trợ giúp viên pháp lý tư nhân thực hiện theo chế độ hợp đồng và được Cơ quan trợ giúp pháp lý trả tiền theo vụ án.
Tại Scotland, các luật sư của Văn phòng luật sư công do Hội đồng trợ giúp pháp lý Scotland tuyển dụng có thể đại diện cho bị cáo bên cạnh các trợ giúp viên pháp lý được trả lương theo chương trình trợ giúp pháp lý. Văn phòng luật sư công là một tổ chức phi lợi nhuận được Hội đồng trợ giúp pháp lý tài trợ.

### Hoa Kỳ
Năm 1963, Tòa án Tối cao Hoa Kỳ ra án lệ Gideon v. Wainwright xác định rằng Tu chính án 6 Hiến pháp Hoa Kỳ yêu cầu chính phủ phải cung cấp luật sư cho bị cáo nghèo trong các vụ án hình sự. Mỗi tiểu bang có tiêu chuẩn khác nhau trong việc xác định bị cáo nào đủ "nghèo" để được cung cấp luật sư trong vụ án hình sự. Thông thường, một tiểu bang sẽ quy định ngưỡng thu nhập tối đa mà nếu vượt quá ngưỡng đó, bị cáo sẽ không đủ điều kiện để được chỉ định luật sư công. Ngưỡng thu nhập có thể thay đổi tùy thuộc vào mức độ nghiêm trọng của tội danh. Ví dụ: thu nhập của bị cáo có thể quá cao để được chỉ định luật sư công trong vụ án về tội nhẹ nhưng lại đủ thấp trong vụ án về trọng tội.
Ở Hoa Kỳ, luật sư công thường là một luật sư được tòa án chỉ định để đại diện cho bị cáo không có khả năng thuê luật sư. Chính xác hơn thì luật sư công là luật sư làm việc cho văn phòng luật sư công, một cơ quan chính phủ cung cấp luật sư cho các bị cáo nghèo. Tòa án chỉ định văn phòng luật sư công để đại diện cho bị cáo và văn phòng này sẽ phân công vụ án cho một luật sư. Trong hệ thống tòa án hình sự liên bang và một số tiểu bang và quận, luật sư công do văn phòng luật sư công được tài trợ từ nguồn công quỹ cung cấp. Oregon là tiểu bang duy nhất ký hợp đồng và tài trợ các công ty phi lợi nhuận độc quyền cung cấp luật sư cho bị cáo nghèo.
Các tòa án khác có thể chỉ định luật sư tư nhân làm việc theo chế độ hợp đồng, trong đó luật sư đồng ý phụ trách một số lượng vụ án nhất định trong thời hạn hợp đồng hoặc xem xét từng vụ án cụ thể. Phần lớn các tiểu bang ở Hoa Kỳ vừa sử dụng văn phòng luật sư công vừa ký hợp đồng với luật sư tư nhân.